# Litvorový štít
Litvorový štít je horský štít o nadmořské výšce 2423 m ležící v hlavním hřebeni Vysokých Tater, trochu ve stínu mohutného Gerlachovského masivu. Jeho název pochází od jedné z dolin, nad kterými se tyčí, a ta se jmenuje podle lidového názvu rostliny anděliky lékařské - Litvor.

## Topografie
Východní srázy štítu jsou dobře vidět z Velické doliny, severní z Litvorové doliny a na západ spadají do Kačací doliny. Velické sedlo ho odděluje od Velického štítu, Litvorové sedlo od Lučivnianské veže. Na severozápad spadají dva pilíře - z vrcholu západní pilíř a z hrbu v hřebeni severozápadní pilíř, který je ozdoben šesti věžičkami - Litvorovými mníchy.

## Vysokohorská turistika a horolezectví
Štít je přístupný několika cestami nižší obtížnosti, I, kromě hřebenových i žlabem z Velické doliny, avšak výstup na vrchol je možný pouze s horským vůdcem.
- 1897 První výstup A. Otto a P. Čižák, I.
- 1912 Prvovýstup Gy. Hefty a A. Grósz, přes Litvorové mníchy, II-III.

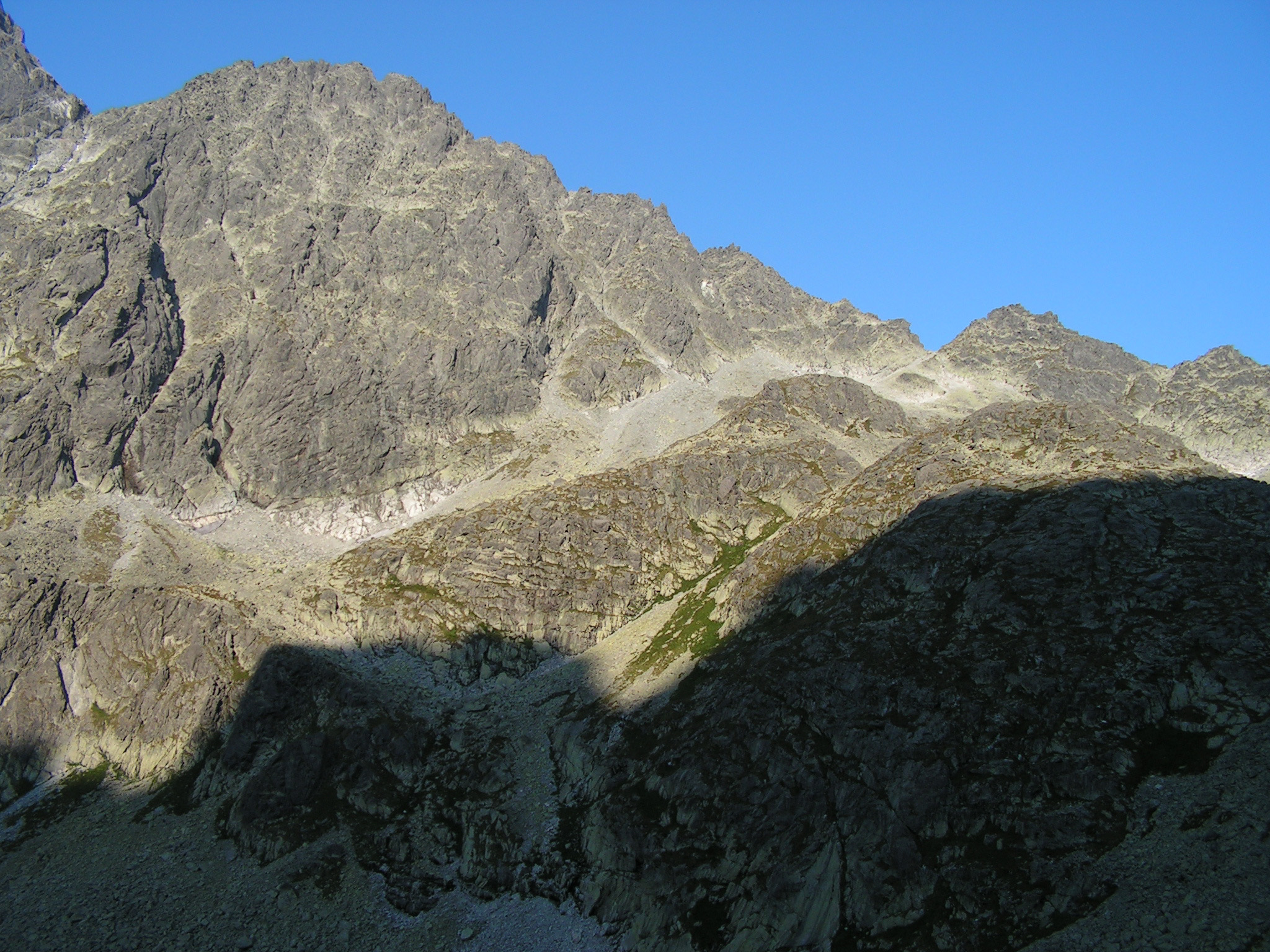
Zleva Zadní Gerlach, Litvorové sedlo a Litvorový štít.

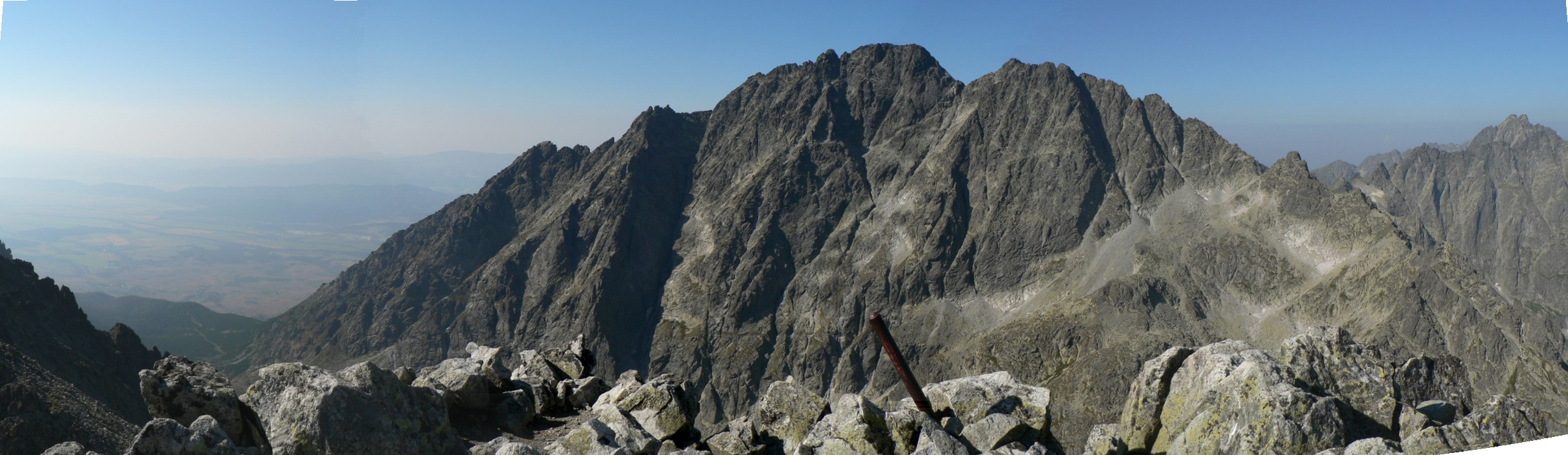
Gerlach a Zadní Gerlach, v jeho hřebeni vpravo vyčnívá Litvorový štít nad světlými sněhovými poli.

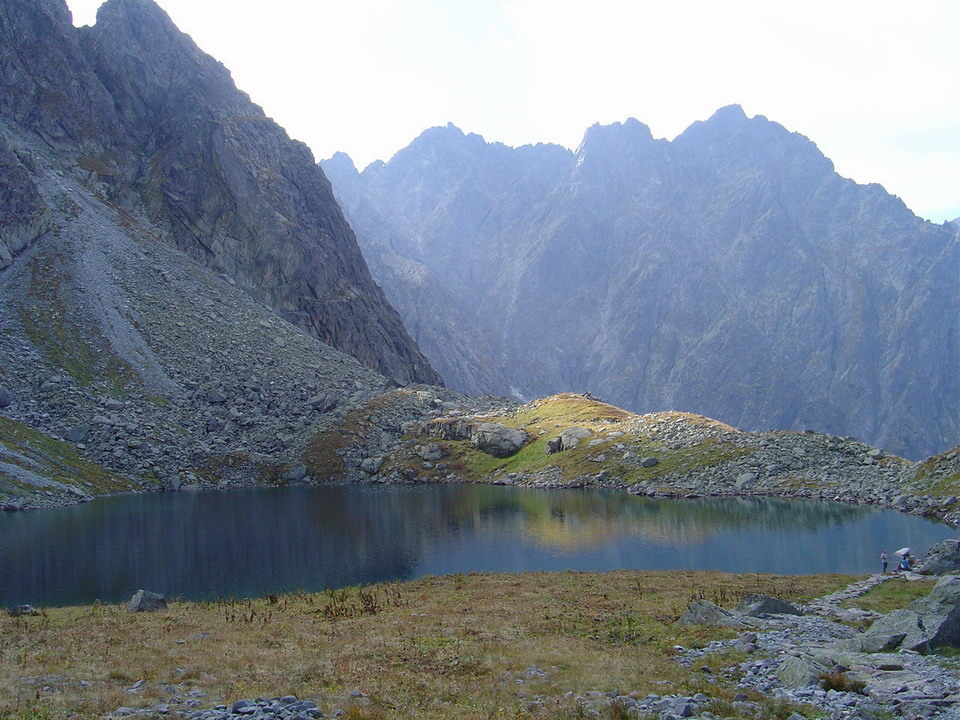
Kačací múr nad Litvorovým plesem, vlevo první Litvorový mních.